# Trest smrti v Estonsku
Trest smrti v Estonsku je nelegální. Zcela zrušen byl dne 18. března 1998 po ratifikaci protokolu č. 6 Úmluvy o ochraně lidských práv a základních svobod. Podle průzkumu z roku 2015 bylo pro obnovení trestu smrti 70 % obyvatel. Počet podporovatelů se tak od roku 2010 zvýšil. Tehdy trest smrti podporovalo 62 %.

## Historie
Od 1. února 1920 až do připojení Estonska k Sovětskému svazu v roce 1940 byl v Estonsku uplatňován trest smrti. Podle trestního zákoníku měli odsouzenci na smrt možnost spáchat sebevraždu jedem nebo být oběšeni. Dne 1. února 1935 vešel v platnost nový trestní zákoník. Podle tohoto zákoníku byl odsouzenec hodinu před plánovanou popravou převezen do cely smrti, kde státní zástupce přečetl rozsudek smrti a zeptal se vězně, zda je ochoten spáchat sebevraždu. Pokud odpověděl kladně, prokurátor předal odsouzenci sklenici s jedem. Druh jedu určovala Národní zdravotní rada. Pokud tento jed neužil do pěti minut, byl oběšen. Ve stejné době byly prováděny i popravy dle vojenského práva. V takovém případě byli odsouzenci zastřeleni popravčí četou sestávající z osmi lidí.
Od roku 1940 byly všechny rozsudky smrti vynášeny v souladu s trestním zákoníkem Estonské SSSR. V období od 12. září 1956 do 18.  února 1970 byli všichni odsouzenci k smrti drženi ve speciální cele v Tallinu. Později se rozsudky smrti v Estonsku vykonávaly i v dalších městech SSSR. Během sovětské éry byly popravy prováděny jediným výstřelem do týlu. Poslední poprava se na území Estonska konala dne 11. září 1991, kdy byl střelou do týlu popraven Rein Oruste, jenž byl odsouzen za vraždu. Poprava byla vykonána ve věznici Patarei.
Trest smrti zůstal v estonské legislativě až do roku 1998, ale přední politici, kteří podporovali další evropskou integraci, prosazovali zrušení trestu smrti a jeho nahrazení doživotním vězením, a to i přes nárůst podílu závažných zločinů na počátku 90. let 20. století. Dne 13. ledna 1997 začal estonský parlament projednávat ratifikaci návrhu na přistoupení k protokolu č. 6 Úmluvy o ochraně lidských práv a základních svobod, který zakazuje trest smrti v době míru.